# نواف عبد حسن
نواف عبد حسن (ولد عام 1943 في مصمص وتوفي في 22 أيلول 2003 فيها)، شاعر وكاتب ومترجم فلسطيني.

## نشأته وتعليمه
ولد نواف عبد حسن سنة 1943 في قرية مصمص بالمثلث الشمالي، عاش يتيم الأب، ونشأ وترعرع في كنف عائلته. تعلم في المدرسة الابتدائية وترك المدرسة في الصف الثامن. اشتغل في بدايات شبابه بمعمل للطوب في تل أبيب، ثم عمل موظفاً في مكتب العمل بباقة الغربية، بعدها تعلم مهنة البلاط وعمل فيها ردحاً من الزمن، ثم عمل في جمعية احياء التراث العربي في الطيبة إلى جانب صالح برانسي، واوكلت اليه مهمة تحرير مجلة «كنعان» التي اصدرتها الجمعية. وعندما اغلقت ابواب المركز عاد للعمل في مهنة البلاط.[بحاجة لمصدر]

## في الأدب
كتب الشعر والمقالة الأدبية والنقدية، وترجم أعمالا أدبية عالمية إلى العربية، منها مسرحية «عرس الدم» للوركا، ومسرحية «في انتظار غودو» لصموئيل بيكيت.
نشر اشعاره ومقالاته وكتاباته في الصحف والمجلات الأدبية والملاحق الثقافية، منها «الانباء» و«الشرق» و«البيادر الأدبي» و«مشاوير» و«الكلمة الحرة» و«كل العرب»، وكان يكتب افتتاحيات مجلة كنعان، وكتب مقدمات لكتب صادرة عن مركز احياء التراث العربي، منها كتاب «خليل السكاكيني بين الوفاء والذكرى»، والأعمال الشعرية الكاملة للشاعر الفلسطيني الراحل راشد حسين، وكتاب «رسالة في الرفض» للشاعر والمفكر أحمد حسين.
كان عضواً في جمعية «الصوت» الثقافية في الناصرة، وفي جمعية «احياء تراث راشد حسين» التي كان يرأسها المحامي علي رافع.
لكنه لم يجمع كتاباته ولم يصدر كتباً.

## نماذج من شعره
كتب نواف الشعر في موضوعات شعرية متنوعة، ومن أشهر قصائده قصيدة بين خطوتين:
يتلاقح فيّ الموت، وجرح الشوق، وغيم التذكارات
تنهل بقايا الوجد، وعمر الوجع الآتي، وخاصرة الشرق
تموج بعقدة خصي الذات.
ساءلني المقهى:
عصر العهر على الابواب؟
تلقفني الصمت.. تلاشت في شفتي الكلمات اقفلت القلب
تكالبت اللقمة والدجال ووجوه مثلومة باللاءات
رفعني الخوف على عتبات الشيخوخة
ينمو مع زغب العينيين، مع الشيب الطفلي
ويتولاك الصمت مع الصوت تهتف باللتنة
يتحداك النفس الشائه من بين اصابع نشرة اخبار
وسحاق الأرض مع الاموات على ارصفة الفقراء
ما زلت كما اعرف، في الغرف الضيقة المأمونة
استلقي كحبال الكرمة
في شوق امراة تزني، تلد الأطفال لكل المهزومين لعصر آت

## وفاته
في يوم الثلاثاء، 22 سبتمبر 2003 توفي نواف اثر نزيف دماغي حاد، وبعد غيبوبة عميقة لعشرة أيام في المستشفى، ووري جثمانه التراب في مسقط رأسه، بمشاركة أهل بلده والقرى المجاورة وأصدقائه من الكتاب والشعراء، ورثاه بعضهم.